# ساعة أبل الإصدار 4
Apple Watch4 سلسلة هي ساعة ذكية من شركة Apple Inc. . تم إصداره خلال 2018 Apple Special Event الذي أقيم في مسرح Steve Jobs في كاليفورنيا. لقد تلقى مراجعات إيجابية في الغالب من النقاد.

## مواصفات

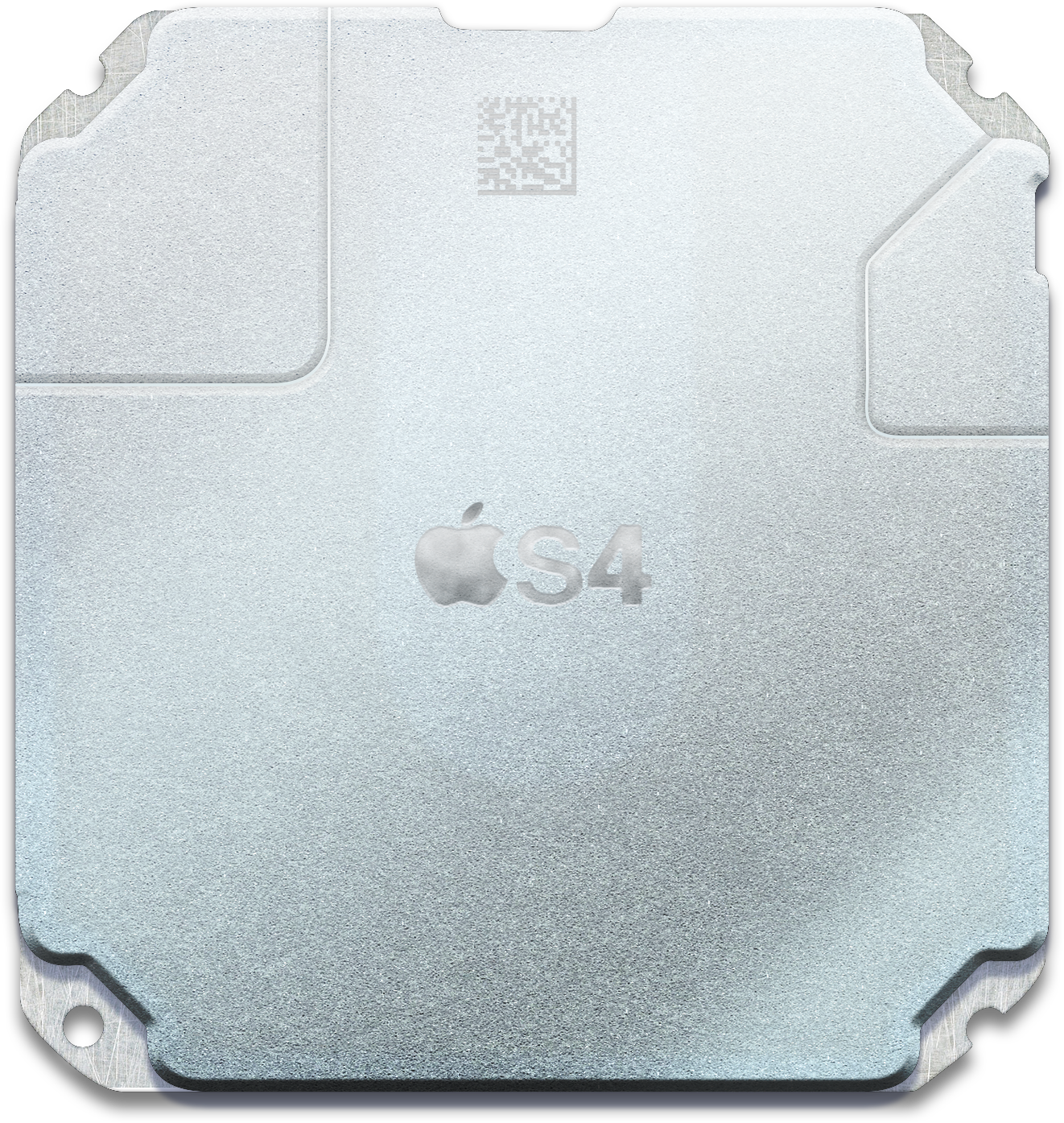
معالج Apple S4

تتميز Apple Watch Series 4 بمعالج Apple S4 ثنائي النواة، والذي تدعي Apple أنه يمكن أن يقدم ضعف أداء S3 . كما أنه يتميز بسعة تخزين 16 جيجابايت، وشاشة أكبر مقارنة بالفئة 3، ومستشعر قلب كهربائي جديد يقيس الفرق المحتمل بين المعصم والإصبع من اليد المقابلة في وحدة S4 خلال 30 ثانية. حصل نظام مخطط كهربية القلب على تصريح من إدارة الغذاء والدواء الأمريكية، وهو الأول من نوعه لجهاز المستهلك، وبدعم من جمعية القلب الأمريكية. يمكن لهذا الجهاز أيضًا اكتشاف حالات السقوط وسيتصل تلقائيًا بخدمات الطوارئ ما لم يُلغ المستخدم المكالمة الصادرة. تم نقل الميكروفون إلى الجانب المقابل بين الزر الجانبي والتاج الرقمي لتحسين جودة المكالمة. تشمل التغييرات الأخرى التاج الرقمي الذي يشتمل على ردود فعل لمسية مع محرك Apple Haptic ويتضمن شريحة W3 اللاسلكية الجديدة من تصميم Apple.

## استقبال

### استقبال نقدي
تلقت الساعة آراء إيجابية في الغالب من النقاد. أعطتها TechRadar درجة 4.5/5، واصفة إياها بأنها واحدة من أفضل الساعات الذكية، بينما انتقدت عمر البطارية القصير. أعطتها الاتجاهات الرقمية درجة 5/5 ووصفتها بأنها أفضل منتج من Apple وأشادت بالتصميم وجودة البناء والبرامج، من بين أمور أخرى، مع انتقاد عمر البطارية. أعطتها CNET درجة 8.5/10، واصفة إياها بأنها «أفضل ساعة ذكية شاملة»، بينما انتقدت عمر البطارية ونقص خيارات وجه الساعة. أعطتها T3 درجة 5/5، واصفة إياها بأنها «ساعة ذكية من الجيل التالي حقًا» نظرًا لجسمها النحيف وشاشتها الأكبر مقارنة بالسلسلة 3، وميزاتها الصحية.

### استقبال تجاري
باعت Apple Watch Series 4 11.5 مليون وحدة في عام 2018. كانت الساعة الذكية الأكثر مبيعًا في عام 2018.

## روابط خارجية
- Apple Watch Series 4